# 虎头要塞
虎头要塞（日语：／）位于满洲国东部边境（现中华人民共和国黑龙江省鸡西市虎头镇），是侵华日军东北要塞之一。
虎头要塞是日本关东军为防御苏联红军侵入满洲，或作为入侵苏联而建造的主要据点之一。虎头要塞坐落于乌苏里江满洲国一侧的高地之间，可以俯瞰到苏属伊曼（今达利涅列琴斯克），东西長约10公里，南北長约4公里，是漫长的边境线上唯一可以监视西伯利亚铁路的战略据点。

## 经纬
虎头要塞的建设于1934年开始，至1939年竣工，要塞驻有第5军所属的第4国境守备队，承担着阻止苏联红军侵入满洲和切断西伯利亚铁路的任务。
但是，由于日苏中立条约的存在，使得关东军没有与苏军交战的机会，因而主要承担关东州的警备任务。从1943年下半年起，关东军开始抽调守备部队补充持续恶化的南方战线，虎头要塞的轻型火炮也转送到了南方。1945年3月，第4国境守备队解散，要塞由临时设置的国境警备队守备。其后为了强化对苏警戒，要塞的军备得以增强，更在1945年7月进驻总兵力约1400人的第15国境守备队。
在关东军于满洲建立的一系列要塞中，虎头要塞以其战略价值成为了最重要的要塞之一。

## 要塞炮
1941年，受关东军特种演习和日军要塞营建的刺激，苏联将横跨乌苏里江的西伯利亚铁路桥向远离国境的方向移动了15公里，以避开虎头要塞的火炮覆盖范围。为了应对苏联的行动，1941年10月，日军将1920年代开发，但因尺寸和消耗巨大而无法使用，一直闲置在国内的试制四十一厘米榴弹炮布置在虎头要塞，至1942年3月布置完成。出于保密之考虑，此炮在要塞的布置作业皆在夜间进行。日军还将布置在东京湾富津射击场的九〇式二十四厘米列车炮改造轨道规格之后移至虎头要塞，该炮射程长达50公里，甚至高于大和级战舰的主炮射程（42公里）。此外，虎头要塞还配置了七年式三十厘米長榴弹炮、四五式二十四厘米榴弹炮、九六式十五厘米加农炮和四五式十五厘米加农炮等大口径远程火炮。

## 虎头要塞之战
1945年8月8日蘇聯對日宣戰，8月9日凌晨開始入侵，虎頭堡邊境第十五衛隊與入侵的蘇聯軍隊爆發戰鬥。警備司令西脅武大校因前往第5集團軍司令部出差而無法返回，因此砲兵司令官大木忠志以代理警備司令員的身份代行指揮。居住在周邊地區的大量日本平民也撤離到要塞，總共約1800人受困。一種說法是疏散了 1,400 名平民，使總人數接近 3,000 人。然而，由於“連根拔起的動員”，許多平民都是婦女和婦女。 90型列車「卡農號」為了移至通化而被拆卸（據一種說法是為了維修），無法用於砲擊，但第41榴彈砲卻被用來攻擊西伯利亞鐵路伊曼繞道線的鐵橋。蘇軍，直到19日槍管爆裂，無法開火。
蘇軍試圖用兩個師約20,000名士兵佔領這座要塞。周圍的關東軍撤退，守軍陷入孤立無援的境地，但尚不清楚守軍本身對這一點的理解程度如何。 8 月 15 日，駐軍聽到了玉園廣播，但認為這是一個陰謀。 17日，五名日本戰俘充當蘇軍軍事特使，轉達日本政府無條件投降，並談判停火併要求解除武裝，但此舉被視為陰謀而被駐軍軍官拒絕。 ，他是軍使之一。此後，蘇聯軍方就沒有派出軍事特使，似乎採取了除非日方投降就徹底殲滅日本的政策。
為了奪取地下設施，蘇聯軍方採用了向其澆注汽油、點燃、用鼓風機將煙霧吹出、用一氧化碳中毒殺死日軍等方法。看來，日本平民的集體自殺現象從一開始就在地下掩體的各個地方開始了，包括婦女和兒童在內的許多平民最終與日本士兵一起被壓死。 8月26日，虎頭堡徹底陷落。據信只有 53 人存活。日軍吹噓自己能在虎頭堡戰鬥半年以上，但他們實力不夠，只能撐半個多月。從這個意義上說，虎頭堡之戰是一場慘烈的戰鬥，而在日本方面則稱之為二戰最後一場慘烈的戰鬥（而在蘇聯方面，對許多人來說，二戰的結束與隨著德蘇戰爭的結束），然而，由於日本和蘇聯之間的戰爭在那之後開始，並且戰鬥本身在不到一個月的時間內就結束了，所以上對此興趣不大。